# Nessos-Amphora

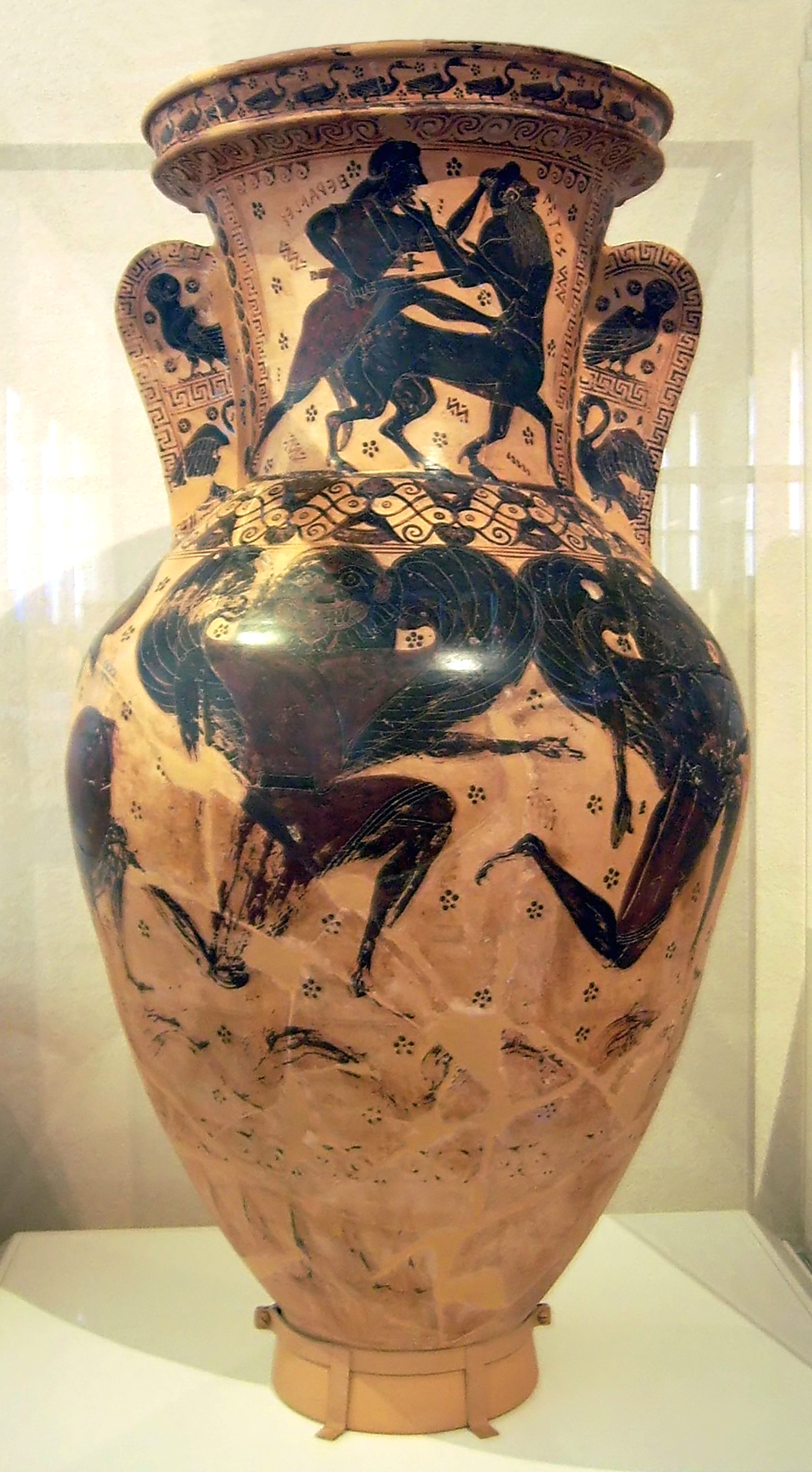
Vorderseite der Vase

Die Nessos-Amphora, auch Nessos-Vase, ist ein frühes Werk der attisch-schwarzfigurigen Vasenmalerei. Sie gilt als eines der zentralen und bedeutendsten Werke der attischen Keramik und als das erste individuelle, charakteristische Werk des Stils. Der Vasenmaler bekam nach dieser Vase den Notnamen Nessos-Maler verliehen.
Die hohe und vergleichsweise schlanke Halsamphora ist von überdurchschnittlicher Größe. Sie wurde aus vielen Scherben rekonstruiert, Fehlstellen wurden ergänzt. Die Vase hat eine für attische Keramik ungewöhnlich helle, gelbe Farbe. Es handelt sich bei der Amphorenform um eine attische Neuentwicklung.

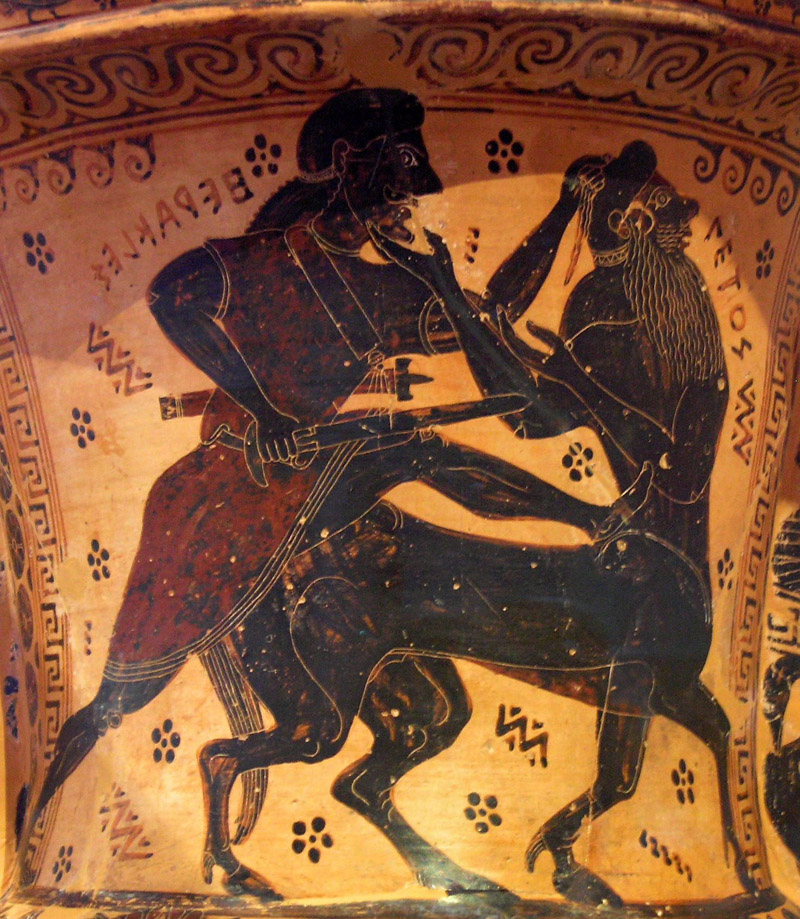
Detail: Halsbild – Herakles tötet Nessos

Das wichtigste Bild zeigt der Maler am Hals: Herakles zieht den Kentauren Nessos mit der linken Hand am Haar, mit dem linken Bein tritt er ihm in den Rücken. In der rechten Hand hat er das Schwert zum Stoß bereit und wird Nessos gleich töten. Der Kentaur hat einen länglichen, dünnen Pferdekörper, seine Arme hält er hilflos nach hinten, die Beine sind eingeknickt, das Gesicht ist von einem langen, ungepflegten Bart bedeckt. Anders Herakles, der einen gepflegten, gestutzten Bart trägt. Er trägt ein mittellanges, kurzärmeliges Gewand in roter Farbe. Über die linke Schulter hängt seine Schwertscheide. Die Figuren sind durch Beischriften identifiziert: Herakles wird in linksläufiger Schrift gekennzeichnet (ΒΕΡΑΚΛΕΣ), Nessos durch die rechtsläufige Beischrift ΝΕΤΟΣ. Nach ihr benannte John D. Beazley den Maler, verwendete aber die vollständige attische Form des Namens, Nettos, statt Netos. Mittlerweile hat sich mehrheitlich die Verwendung der Namensform Nessos durchgesetzt. Der Maler nutzte für sein Halsbild die gesamte Breite und die gesamte Höhe des Bildfensters. 
Das Bauchbild zeigt drei fratzenhafte, geflügelte, nach rechts laufende Gorgonen im Knielaufschema. Die Gewänder und Teile der Gesichter sind in roter Deckfarbe wiedergegeben. Der Delphin-Fries darunter ist nur noch fragmentarisch erhalten, der Fries auf der knappen Gefäßschulter darüber, der Hals und Körper trennt, hingegen gut. Der Maler hat hier ein ornamentales, vegetabiles Flechtband eingefügt. Zu beiden Seiten des Halses befinden sich gefüllte, bemalte Henkel, die je zwei durch ein Mäanderband getrennte kleine Bildfelder enthalten. Das obere der Felder nimmt jeweils eine Eule, das untere ein Schwan ein. Während die meisten Darstellungen auf der Amphora nach rechts bewegt wiedergegeben werden – mit Ausnahme des nach links ziehenden Delphin-Reigens –, sind die Tiere der Henkelbilder am Hals ausgerichtet: Die Eulen blicken nach außen, die Schwäne zum Hals hin. Mäander säumen auch den Rand der Henkel und fassen das Bildfeld des Halses links und rechts ein. Ein schmales Ornamentband in Form eines Laufenden Hundes vermittelt zur Lippe, die der Nessos-Maler außen mit einer friesartigen Aufreihung von etwa 30 Schwänen verzierte. Über die Freiräume der gesamten Vase verteilte er Füllornamenten, zum überwiegenden Teil Klecksrosetten und Zickzack-Linien.
Die Amphora diente als Grabmarkierung. Gefunden wurde sie in der Piraeus-Straße in der Nähe des Dipylon-Tores auf dem Kerameikos-Friedhof in Athen. Heute befindet sie sich mit der Inventarnummer 1002 im Archäologischen Nationalmuseum Athen. Die Vase wird in die Zeit zwischen 615 und 605 v. Chr. datiert.